# Hans Joachim Ilgner
Hans Joachim Ilgner (* 28. Mai 1933 in Saarau, Schlesien; † 16. September 2010 in Recklinghausen) war ein deutscher Verleger und Chefredakteur der Wochenzeitschrift Der Schlesier.
Nach seiner Kindheit in Schlesien fand Ilgner mit seiner Familie zuerst eine Heimat in Bayern. Im Jahre 1951 wurde Recklinghausen der neue Aufenthaltsort der Familie.
Ilgners Vater hatte bereits 1949 einen Verlag gegründet, den dieser dann nach dessen Tod 1973 weiterführte. Die dort damals erscheinende Wochenzeitung Der Schlesier war für die Vertriebenen aus diesem Landstrich eine willkommene Informationsquelle.
Aufgrund des nationalistischen Tons der Wochenzeitung sagte sich die Landsmannschaft Schlesiens 1985 von der Zeitschrift als Nachrichtenorgan los. Der Verfassungsschutz NRW schreibt auf seiner Internetseite u. a.: „Die hauptsächlichen Themenfelder dieser Publikation sind der klassische Geschichts- und Gebietsrevisionismus, zu dessen Aspekten die Leugnung der Schuld des nationalsozialistischen Regimes am Ausbruch des Zweiten Weltkriegs (Kriegsschuldlüge) und eine Relativierung der Verbrechen des Dritten Reichs (historischer Revisionismus) gehören.“